# Crazy Nights Tour
Crazy Nights Tour var Kiss trettonde turné, och pågick 13 november 1987-4 oktober 1988. Man spelade Tears Are Falling, Deuce, Firehouse, Hell or high water, Whole lotta love, Honky Tonk Women och War Machine endast en gång på denna turné.

## Spellista
1. Love Gun
2. Cold Gin
3. Bang Bang You
4. Calling Dr. Love
5. Fits Like A Glove
6. No No No
7. Guitar solo/drum solo
8. Crazy,Crazy Nights
9. Reason To Live
10. Heaven's On Fire
11. Bass solo/I Love It Loud
12. Lick It Up
13. Black Diamond
14. I Was Made For Lovin' You
15. Shout It Out Loud
16. Strutter
17. Rock & Roll All Nite
18. Detroit Rock City

## Medlemmar
- Gene Simmons - sång, elbas
- Paul Stanley - sång, gitarr
- Eric Carr - trummor, sång
- Bruce Kulick - gitarr